# Plecoptera recessa
Plecoptera recessa là một loài bướm đêm trong họ Erebidae.